# Puchar Ligi Angielskiej w piłce nożnej (2011/2012)
W sezonie 2011/2012 odbyła się 52. edycja Pucharu Ligi Angielskiej. W turnieju udział wzięły 92 drużyny: 20 z Premier League oraz 72 z Football League. Zwycięzcą został Liverpool F.C., który w finale na Wembley, pokonał w rzutach karnych Cardiff City.

## Runda wstępna
W rundzie wstępnej zagrały drużyny, które uzyskały promocję do Football League w sezonie 2010-11. Było to konieczne ze względu na awans Birmingham City do Ligi Europejskiej. Drużyny mające zapewniony udział w europejskich pucharach, przystępują do rozgrywek o Puchar Ligi od rundy trzeciej.
| 29 lipca 2011 | Crawley Town                                        | 3:2 | AFC Wimbledon                    |                                                                          |
|               | Hope Akpan 38' · Sergio Torres 53' · Matt Tubbs 64' |     | Luke Moore 26' · Jack Midson 46' | Broadfield Stadium Widzów: 3 204 Sędzia: Darren Deadman (Cambridgeshire) |

## Pierwsza runda
Do 1. rundy przystąpiły zespoły z League Two i League One, a także 23 drużyny z Championship. Większość spotkań rozegrano 9 i 10 sierpnia 2011 roku.
Z powodu zamieszek, które wybuchły w Londynie, po porozumieniu władz Football League z policją, pięć spotkań przełożono na 23-24 sierpnia 2011.
| 9 sierpnia 2011 | Rochdale                                            | 3:2 (pd.) | Chesterfield                |                                                           |
|                 | Ashley Grimes 19', 111' · Dwayne Mattis 103' (sam.) |           | Danny Whitaker 11' (k), 95' | Spotland Widzów: 1 718 Sędzia: Scott Mathieson (Cheshire) |

| 9 sierpnia 2011 | Port Vale                            | 2:4 | Huddersfield Town                                     |                                                   |
|                 | Gary Roberts 24' · Doug Loft 83' (k) |     | Lee Novak 29', 38' · Jack Hunt 58' · Gary Roberts 67' | Vale Park Widzów: 3 014 Sędzia: R Jones (England) |

| 9 sierpnia 2011 | Rotherham United         | 1:4 | Leicester City                                     |                                                                        |
|                 | Matthew Mills 13' (sam.) |     | Paul Gallagher 36' · Jeffrey Schlupp 53', 63', 71' | Don Valley Stadium Widzów: 3 717 Sędzia: Steve Rushton (Staffordshire) |

| 9 sierpnia 2011 | Hull City | 0:2 | Macclesfield Town       |                                                                 |
|                 |           |     | Emile Sinclair 17', 59' | KC Stadium Widzów: 4 826 Sędzia: Robert Madley (West Yorkshire) |

| 9 sierpnia 2011 | Hartlepool United  | 1:1 k. 3:4 | Sheffield United  |                                                               |
|                 | Antony Sweeney 80' |            | Stephen Quinn 29' | Victoria Park Widzów: 2 774 Sędzia: Paul Tierney (Lancashire) |

| 9 sierpnia 2011 | Leeds United                              | 3:2 | Bradford City                        |                                                                |
|                 | Ramón Núñez 46', 75' · Ross McCormack 70' |     | Jack Compton 30' · Michael Flynn 57' | Elland Road Widzów: 17 667 Sędzia: Colin Webster (Tyne & Wear) |

| 9 sierpnia 2011 | Doncaster Rovers                                       | 3:0 | Tranmere Rovers |                                                                   |
|                 | Chris Brown 5' (k) · Ryan Mason 29' · Kyle Bennett 59' |     |                 | Keepmoat Stadium Widzów: 4 339 Sędzia: Gary Sutton (Lincolnshire) |

| 9 sierpnia 2011 | Walsall | 0:3 | Middlesbrough                  |                                                                      |
|                 |         |     | Marvin Emnes 17', 37', 52' (k) | Bescot Stadium Widzów: 3 564 Sędzia: Darren Deadman (Cambridgeshire) |

| 9 sierpnia 2011 | Barnsley | 0:2 | Morecambe                             |                                                           |
|                 |          |     | Danny Carlton 49' · Kevin Ellison 86' | Oakwell Widzów: 4 331 Sędzia: Mark Brown (East Yorkshire) |

| 9 sierpnia 2011 | Accrington Stanley | 0:2 | Scunthorpe United                        |                                                                 |
|                 |                    |     | Chris Dagnall 82' (k) · Andy Barcham 90' | Crown Ground Widzów: 1 356 Sędzia: Oliver Langford (W Midlands) |

| 9 sierpnia 2011 | Derby County                          | 2:3 | Shrewsbury Town                            |                                                                 |
|                 | Chris Maguire 46' · Theo Robinson 78' |     | Marvin Morgan 16', 38' · James Collins 34' | Pride Park Widzów: 7 073 Sędzia: Darren Drysdale (Lincolnshire) |

| 9 sierpnia 2011 | Oldham Athletic     | 1:1 k. 2:4 | Carlisle United       |                                                                |
|                 | Reuben Reid 24' (k) |            | Jon-Paul McGovern 57' | Boundary Park Widzów: 1 786 Sędzia: Mark Haywood (W Yorkshire) |

| 9 sierpnia 2011 | Bury                                 | 3:1 | Coventry City     |                                                              |
|                 | Andy Bishop 33' · Ryan Lowe 75', 88' |     | Roy O`Donovan 26' | Gigg Lane Widzów: 2 997 Sędzia: Jock Waugh (South Yorkshire) |

| 11 sierpnia 2011 | Sheffield Wednesday | 0:0 k. 4:2 | Blackpool |                                                          |
|                  |                     |            |           | Hillsborough Widzów: 5 250 Sędzia: Eddie Ilderton (Tyne) |

| 9 sierpnia 2011 | Burnley                                                                       | 6:3 (pd.) | Burton Albion F.C.                                           |                                                                |
|                 | Jay Rodriguez 57' (k), 66', 93', 106' · Charlie Austin 83' · Ross Wallace 91' |           | Cleveland Taylor 72' · Calvin Zola 85' · Jacques Maghoma 90' | Turf Moor Widzów: 4 069 Sędzia: Craig Pawson (South Yorkshire) |

| 9 sierpnia 2011 | Preston North End                                       | 3:2 | Crewe Alexandra                     |                                                           |
|                 | Matt Tootle 3' (sam.) · Neil Mellor 84' · Iain Hume 90' |     | Shaun Miller 18' · David Artell 40' | Deepdale Widzów: 5 401 Sędzia: David Webb (County Durham) |

| 9 sierpnia 2011 | Nottingham Forest                                        | 3:3 k. 4:3 | Notts County                                           |                                                          |
|                 | Lewis McGugan 30' · Robbie Findley 56' · Wes Morgan 120' |            | Mike Edwards 16' · Craig Westcarr 76' · Lee Hughes 98' | City Ground Widzów: 21 605 Sędzia: Nigel Miller (Durham) |

| 9 sierpnia 2011 | Brighton & Hove Albion | 1:0 | Gillingham |                                                                  |
|                 | Ashley Barnes 67' (k)  |     |            | Falmer Stadium Widzów: 16 295 Sędzia: Brendan Malone (Wiltshire) |

| 9 sierpnia 2011 | AFC Bournemouth                                                           | 5:0 | Dagenham & Redbridge |                                                             |
|                 | Marc Pugh 32' · Shaun Cooper 35' · Liam Feeney 57' · Lyle Taylor 88', 90' |     |                      | Dean Court Widzów: 3 681 Sędzia: Danny McDermid (Hampshire) |

| 9 sierpnia 2011 | Ipswich Town            | 1:2 | Northampton Town                  |                                                               |
|                 | Jay Emmanuel-Thomas 11' |     | Ben Tozer 39' · Paul Turnbull 54' | Portman Road Widzów: 9 401 Sędzia: Michael Naylor (Sheffield) |

| 9 sierpnia 2011 | Cheltenham Town      | 1:4 | Milton Keynes Dons                                                          |                                                                     |
|                 | Luke Summerfield 29' |     | Sam Baldock 41' · Jabo Ibehre 46' · Dean Lewington 61' · Angelo Balanta 64' | Whaddon Road Widzów: 1 625 Sędzia: James Linnington (Isle of Wight) |

| 23 sierpnia 2011 | Bristol Rovers  | 1:1 k. 4:2 | Watford           |                                                                      |
|                  | Matt Harrold 5' |            | Marvin Sordell 2' | Memorial Stadium Widzów: 4 432 Sędzia: David Coote (Nottinghamshire) |

| 9 sierpnia 2011 | Plymouth Argyle | 0:1 | Millwall           |                                                          |
|                 |                 |     | Dany N`Guessan 14' | Home Park Widzów: 4 781 Sędzia: Keith Stroud (Hampshire) |

| 10 sierpnia 2011 | Oxford United   | 1:3 (pd.) | Cardiff City                                                     |                                                          |
|                  | Simon Clist 30' |           | Craig Conway 12' · Peter Whittingham 98' · Nathaniel Jarvis 120' | Kassam Stadium Widzów: 5 435 Sędzia: Andy D'Urso (Essex) |

| 24 sierpnia 2011 | West Ham United      | 1:2 | Aldershot Town                        |                                                              |
|                  | Junior Stanislas 16' |     | Luke Guttridge 78' · Danny Hylton 89' | Upton Park Widzów: 19 879 Sędzia: Graham Scott (Oxfordshire) |

| 9 sierpnia 2011 | Southampton                                                                         | 4:1 | Torquay United  |                                                              |
|                 | Steve De Ridder 16' · Rickie Lambert 27' · Richard Chaplow 81' · Jonathan Forte 90' |     | Lee Mansell 17' | St Mary’s Widzów: 6 541 Sędzia: David Phillips (West Sussex) |

| 23 sierpnia 2011 | Charlton Athletic                 | 2:1 | Reading           |                                                                     |
|                  | Paul Benson 25' · Jason Euell 64' |     | Sean Morrison 73' | The Valley Widzów: 6 668 Sędzia: Dean Whitestone (Northamptonshire) |

| 9 sierpnia 2011 | Portsmouth | 0:1 | Barnet          |                                                              |
|                 |            |     | Mark Hughes 30' | Fratton Park Widzów: 4 464 Sędzia: Darren Sheldrake (Surrey) |

| 9 sierpnia 2011 | Stevenage                                                    | 3:4 (pd.) | Peterborough United                                         |                                                                   |
|                 | Stacy Long 32' · Michael Bostwick 80' · Chris Beardsley 117' |           | David Ball 16', 65' · George Boyd 96' · Lee Tomlin 120' (k) | Broadhall Way Widzów: 2 414 Sędzia: Graham Salisbury (Lancashire) |

| 9 sierpnia 2011 | Southend United   | 1:1 k. 3:4 | Leyton Orient          |                                                      |
|                 | Mark Phillips 32' |            | Michael Richardson 23' | Roots Hall Widzów: 4 847 Sędzia: Fred Graham (Essex) |

| 9 sierpnia 2011 | Wycombe Wanderers                                       | 3:3 k. 5:4 | Colchester United                                                 |                                                            |
|                 | Scott Donnelly 2' · Joel Grant 12' · Stuart Beavon 105' |            | Kayode Odejayi 27' · Ian Henderson 41' · Steven Gillespie 98' (k) | Adams Park Widzów: 1 430 Sędzia: Pat Miller (Bedfordshire) |

| 9 sierpnia 2011 | Hereford United | 1:0 | Brentford |                                                               |
|                 | Yoann Arquin    |     |           | Edgar Street Widzów: 1 767 Sędzia: Phil Gibbs (West Midlands) |

| 9 sierpnia 2011 | Exeter City                            | 2:0 | Yeovil Town |                                                            |
|                 | Guillem Bauza 63' · Chris Shephard 90' |     |             | St James Park Widzów: 3 856 Sędzia: Roger East (Wiltshire) |

| 24 sierpnia 2011 | Bristol City | 0:1 | Swindon Town         |                                                       |
|                  |              |     | Raffaele De Vita 71' | Ashton Gate Widzów: 7 708 Sędzia: Gavin Ward (Surrey) |

| 23 sierpnia 2011 | Crystal Palace         | 2:0 | Crawley Town |                                                                |
|                  | Wilfried Zaha 54', 58' |     |              | Selhurst Park Widzów: 8 901 Sędzia: Michael Naylor (Sheffield) |

## Druga runda
Do 2. rundy przystąpiło 13 zespołów z Premier League. Termin spotkań ustalono na 23-25 sierpnia 2011 roku.
| 23 sierpnia 2011 | Millwall                                   | 2:0 | Morecambe |                                                                  |
|                  | Hameur Bouazza 34' · Tamika Mkandawire 45' |     |           | The New Den Widzów: 3 443 Sędzia: Darren Drysdale (Lincolnshire) |

| 24 sierpnia 2011 | Blackburn Rovers                           | 3:1 | Sheffield Wednesday  |                                                             |
|                  | Ruben Rochina 3', 4' · David Goodwillie 7' |     | Clinton Morrison 50' | Ewood Park Widzów: 8 607 Sędzia: David Webb (County Durham) |

| 23 sierpnia 2011 | Bury                           | 2:4 | Leicester City                                                             |                                                           |
|                  | Mike Jones 40' · Ryan Lowe 53' |     | Jeffrey Schlupp 21' · Paul Gallagher 70' · Lloyd Dyer 73' · Neil Danns 90' | Gigg Lane Widzów: 3 779 Sędzia: Andy Haines (Tyne & Wear) |

| 30 sierpnia 2011 | Aldershot Town                                   | 2:0 | Carlisle United |                                                                       |
|                  | Michael Rankin 45' · Danny Livesey (br.sam.) 75' |     |                 | The Ebb Stadium Widzów: 2 809 Sędzia: James Linington (Isle of Wight) |

| 23 sierpnia 2011 | AFC Bournemouth  | 1:4 | West Bromwich Albion                                             |                                                         |
|                  | Steve Lovell 48' |     | Jerome Thomas 7' · Marc-Antoine Fortuné 42', 78' · Simon Cox 53' | Dean Court Widzów: 6 911 Sędzia: Roger East (Wiltshire) |

| 13 września 2011 | Crystal Palace                             | 2:1 | Wigan Athletic |                                                              |
|                  | Darren Ambrose 24' · Jonathan Williams 30' |     | Ben Watson 90' | Selhurst Park Widzów: 7 649 Sędzia: Keith Stroud (Hampshire) |

| 24 sierpnia 2011 | Peterborough United | 0:2 | Middlesbrough                   |                                   |
|                  |                     |     | Barry Robson 4' · Seb Hines 27' | London Road Stadium Widzów: 5 012 |

| 23 sierpnia 2011 | Aston Villa                             | 2:0 | Hereford United |                                                                 |
|                  | Eric Lichaj 80' · Nathan Delfouneso 88' |     |                 | Villa Park Widzów: 21 058 Sędzia: Kevin Wright (Cambridgeshire) |

| 30 sierpnia 2011 | Swindon Town        | 1:3 | Southampton                                                 |                                                         |
|                  | Mehdi Kerrouche 84' |     | Guly do Prado 17' · Jonathan Forte 30' · Rickie Lambert 90' | County Ground Widzów: 7 462 Sędzia: Fred Graham (Essex) |

| 24 sierpnia 2011 | Exeter City               | 1:3 | Liverpool                                               |                                                                |
|                  | Daniel Nardiello (k.) 80' |     | Luis Suárez 23' · Maxi Rodríguez 55' · Andy Carroll 58' | St James Park Widzów: 8 290 Sędzia: Tony Bates (Staffordshire) |

| 24 sierpnia 2011 | Everton                                                               | 3:1 | Sheffield United     |                              |
|                  | Richard Creswell (b.sam.)31' · Victor Anichebe 37' · Mikel Arteta 42' |     | Richard Creswell 28' | Goodison Park Widzów: 17 173 |

| 23 sierpnia 2011 | Brighton & Hove Albion  | 1:0 (pd.) | Sunderland |                                                           |
|                  | Craig Mackail-Smith 96' |           |            | Falmer Stadium Widzów: 17 090 Sędzia: Andy D'Urso (Essex) |

| 23 sierpnia 2011 | Shrewsbury Town                                      | 3:1 | Swansea City                         |                                                                  |
|                  | Marvin Morgan 19' · Mark Wright 67' · Nicky Wroe 90' |     | Shane Cansdell-Sheriff (br. sam.)10' | Greenhous Meadow Widzów: 4 063 Sędzia: Paul Tierney (Lancashire) |

| 13 września 2011 | Charlton Athletic | 0:2 | Preston North End                  |                                                      |
|                  |                   |     | Darel Russell 11' · Dany Mayor 67' | The Valley Widzów: 5 130 Sędzia: Fred Graham (Essex) |

| 23 sierpnia 2011 | Norwich City | 0:4 | Milton Keynes Dons                                           |                                                            |
|                  |              |     | Luke Chadwick 21', 60' · Sam Baldock 28' · Daniel Powell 67' | Carrow Road Widzów: 13 009 Sędzia: Mark Heywood (Cheshire) |

| 23 sierpnia 2011 | Northampton Town | 0:4 | Wolverhampton Wanderers                                          |                                                                       |
|                  |                  |     | Sylvan Ebanks-Blake 31', 77' · Nenad Milijaš 37' · Sam Vokes 88' | Sixfields Stadium Widzów: 5 512 Sędzia: Carl Boyeson (East Yorkshire) |

| 23 sierpnia 2011 | Wycombe Wanderers      | 1:4 | Nottingham Forest                                                                     |                                                             |
|                  | Elliot Benyon (k.) 66' |     | Ishmael Miller 3' · Lewis McGugan (k) 6' · Robbie Findley 62' · Radosław Majewski 75' | Adams Park Widzów: 2 866 Sędzia: Danny McDermid (Hampshire) |

| 24 sierpnia 2011 | Bolton Wanderers                     | 2:1 | Macclesfield Town  |                                                     |
|                  | Tuncay Şanlı 56' · Martin Petrow 73' |     | Emile Sinclair 11' | Reebok Stadium Sędzia: Eddie Ilderton (Tyne & Wear) |

| 23 sierpnia 2011 | Burnley                                                  | 3:2 (pd.) | Barnet                             |                                                                 |
|                  | Jay Rodriguez 38' · Wade Elliott 64' · Chris McCann 105' |           | Steve Kabba 73' · Ricky Holmes 90' | Turf Moor Widzów: 4 273 Sędzia: Chris Sarginson (Staffordshire) |

| 25 sierpnia 2011 | Scunthorpe United | 1:2 (pd.) | Newcastle United                    |                                                                   |
|                  | Chris Dagnall 15' |           | Ryan Taylor 80' · Shola Ameobi 112' | Glanford Park Widzów: 4 408 Sędzia: Graham Salisbury (Lancashire) |

| 30 sierpnia 2011 | Leyton Orient                                              | 3:2 | Bristol Rovers                          |                                                                     |
|                  | Dave Mooney 18' · Ben Chorley (k) 23' · Stephen Dawson 90' |     | Chris Zebroski 69' · Eliot Richards 90' | Brisbane Road Widzów: 1 881 Sędzia: Andy Woolmer (Northamptonshire) |

| 23 sierpnia 2011 | Doncaster Rovers | 1:2 | Leeds United         |                                                                    |
|                  | James Hayter 2'  |     | Ramón Núñez 30', 83' | Keepmoat Stadium Widzów: 8 505 Sędzia: Mark Brown (East Yorkshire) |

| 23 sierpnia 2011 | Cardiff City                                                               | 5:3 (pd.) | Huddersfield Town                       |                                                                        |
|                  | Gábor Gyepes 16' · Jon Parkin 17' · Don Cowie 90', 117' · Craig Conway 96' |           | Jordan Rhodes 53', 88' · Danny Ward 70' | Cardiff City Stadium Widzów: 6 829 Sędzia: James Linington (Hampshire) |

| 23 sierpnia 2011 | Queens Park Rangers | 0:2 | Rochdale                                  |                                                                   |
|                  |                     |     | Jean Louis Akpa Akpro 5' · Gary Jones 81' | Loftus Road Widzów: 4 755 Sędzia: Oliver Langford (West Midlands) |

## Trzecia runda
Do 3. rundy przystąpiło 8 zespołów, mających zapewniony udział w europejskich pucharach w sezonie 2011-12. Są to: Arsenal, Birmingham City, Chelsea, Fulham, Manchester City, Manchester United, Stoke City i Tottenham Hotspur. Termin spotkań ustalono na 20-21 września 2011 roku.
| 21 września 2011 | Cardiff City                     | 2:2 k. 7:6 | Leicester City                    |                                                                   |
|                  | Don Cowie 33' · Rudy Gestede 82' |            | Steve Howard 40' · Lloyd Dyer 66' | Cardiff City Stadium Widzów: 8 697 Sędzia: Roger East (Wiltshire) |

| 20 września 2011 | Wolverhampton Wanderers                                                                          | 5:0 | Millwall |                                                                      |
|                  | David Edwards 3' · Adam Hammill 7' · George Elokobi 38' · James Spray 77' · Adlène Guedioura 88' |     |          | Molineux Stadium Widzów: 7 749 Sędzia: Kevin Wright (Cambridgeshire) |

| 21 września 2011 | Chelsea | 0:0 k. 4:3 | Fulham |                                                               |
|                  |         |            |        | Stamford Bridge Widzów: 37 632 Sędzia: Chris Foy (Merseyside) |

| 20 września 2011 | Aldershot Town                        | 2:1 | Rochdale          |                                                           |
|                  | Michael Rankin 47' · Danny Hilton 78' |     | Ashley Grimes 45' | The Ebb Stadium Widzów: 3 334 Sędzia: Andy D'Urso (Essex) |

| 20 września 2011 | Arsenal                                                    | 3:1 | Shrewsbury Town   |                                                                    |
|                  | Kieran Gibbs 33' · Alex Chamberlain 58' · Josi Benajun 78' |     | James Collins 16' | Emirates Stadium Widzów: 46 539 Sędzia: Tony Bates (Staffordshire) |

| 20 września 2011 | Burnley                                 | 2:1 | Milton Keynes Dons |                                                            |
|                  | Kieran Trippier 59' · Andre Amougou 89' |     | Daniel Powell 6'   | Turf Moor Widzów: 4 134 Sędzia: Scott Mathieson (Cheshire) |

| 20 września 2011 | Leeds United | 0:3 | Manchester United                      |                                                          |
|                  |              |     | Michael Owen 15', 32' · Ryan Giggs 45' | Elland Road Widzów: 31 031 Sędzia: Mike Jones (Cheshire) |

| 21 września 2011 | Brighton & Hove Albion | 1:2 | Liverpool                         |                                                                       |
|                  | Ashley Barnes (k.) 90' |     | Craig Bellamy 7' · Dirk Kuijt 81' | Falmer Stadium Widzów: 21 897 Sędzia: Michael Oliver (Northumberland) |

| 20 września 2011 | Nottingham Forest                                             | 3:4 (pd.) | Newcastle United                                                             |                                                           |
|                  | Robbie Findley 46' · Matt Derbyshire 66' · Marcus Tudgay 114' |           | Peter Løvenkrands 39', (k.)60' · Danny Simpson 93' · Fabricio Coloccini 120' | City Ground Widzów: 10 208 Sędzia: Lee Mason (Lancashire) |

| 21 września 2011 | Manchester City                           | 2:0 | Birmingham City |                                                                     |
|                  | Owen Hargreaves 17' · Mario Balotelli 39' |     |                 | Etihad Stadium Widzów: 25 070 Sędzia: Kevin Friend (Leicestershire) |

| 20 września 2011 | Blackburn Rovers                                               | 3:2 | Leyton Orient                  |                                                              |
|                  | Ruben Rochina 71' · Jason Roberts (k.)44' · Simon Vukčević 75' |     | Dave Mooney 64' · Dean Cox 86' | Ewood Park Widzów: 7 104 Sędzia: Colin Webster (Tyne & Wear) |

| 21 września 2011 | Southampton                         | 2:1 | Preston North End |                                                                  |
|                  | Jos Hooiveld 28' · Adam Lallana 66' |     | Adam Barton 51'   | St Mary’s Stadium Widzów: 7 414 Sędzia: Simon Hooper (Wiltshire) |

| 21 września 2011 | Everton                                   | 2:1 (pd.) | West Bromwich Albion |                                                                |
|                  | Marouane Fellaini 89' · Phil Neville 103' |           | Chris Brunt (k.) 57' | Goodison Park Widzów: 17 647 Sędzia: Jon Moss (West Yorkshire) |

| 20 września 2011 | Crystal Palace                        | 2:1 | Middlesbrough        |                                                                |
|                  | Wilfried Zaha 18' · Calvin Andrew 52' |     | Merouane Zemmama 55' | Selhurst Park Widzów: 5 448 Sędzia: Graham Scott (Oxfordshire) |

| 20 września 2011 | Aston Villa | 0:2 | Bolton Wanderers                   |                                                                   |
|                  |             |     | Chris Eagles 54' · Gaël Kakuta 77' | Villa Park Widzów: 22 261 Sędzia: Darren Deadman (Cambridgeshire) |

| 20 września 2011 | Stoke City | 0:0 k. 7:6 | Tottenham Hotspur |                                                                  |
|                  |            |            |                   | Britannia Stadium Widzów: 15 023 Sędzia: Lee Probert (Wiltshire) |

## Czwarta runda
Mecze rozegrane zostały 25-26 października 2011 roku.
| 26 października 2011 | Wolverhampton Wanderers              | 2:5 | Manchester City                                                                      |                                                                     |
|                      | Nenad Milijaš 18' · Jamie O’Hara 65' |     | Adam Johnson 37' · Samir Nasri 39' · Edin Džeko 40', 64' · Dorus de Vries 50' (sam.) | Molineux Stadium Widzów: 12 436 Sędzia: Neil Swarbrick (Lancashire) |

| 25 października 2011 | Cardiff City  | 1:0 | Burnley |                                                                             |
|                      | Joe Mason 40' |     |         | Cardiff City Stadium Widzów: 11 601 Sędzia: Darren Deadman (Cambridgeshire) |

| 26 października 2011 | Blackburn Rovers                                                                          | 4:3 (pd.) | Newcastle United                                                        |                                                                  |
|                      | Ruben Rochina 5' · Yakubu Aiyegbeni 64' (k) · Morten Gamst Pedersen 99' · Gaël Givet 120' |           | Danny Guthrie 90+3' · Yohan Cabaye 90+6' · Peter Løvenkrands 105+3' (k) | Ewood Park Widzów: 10 682 Sędzia: Robert Madley (West Yorkshire) |

| 25 października 2011 | Aldershot Town | 0:3 | Manchester United                                              |                                                               |
|                      |                |     | Dimityr Berbatow 15' · Michael Owen 42' · Antonio Valencia 48' | The Ebb Stadium Widzów: 7 044 Sędzia: Lee Probert (Wiltshire) |

| 25 października 2011 | Arsenal                                   | 2:1 | Bolton Wanderers   |                                                                   |
|                      | Andriej Arszawin 53' · Park Chu-young 56' |     | Fabrice Muamba 47' | Emirates Stadium Widzów: 56 628 Sędzia: Anthony Taylor (Cheshire) |

| 26 października 2011 | Stoke City        | 1:2 | Liverpool            |                                                                  |
|                      | Kenwyne Jones 44' |     | Luis Suárez 54', 85' | Britannia Stadium Widzów: 24 934 Sędzia: Lee Probert (Wiltshire) |

| 25 października 2011 | Crystal Palace                           | 2:0 | Southampton |                                                                    |
|                      | Darren Ambrose 73' · Jermaine Easter 82' |     |             | Selhurst Park Widzów: 11 865 Sędzia: Mark Haywood (West Yorkshire) |

| 26 października 2011 | Everton        | 1:2 (pd.) | Chelsea                                   |                                                             |
|                      | Louis Saha 83' |           | Salomon Kalou 38' · Daniel Sturridge 116' | Goodison Park Widzów: 23 170 Sędzia: Lee Mason (Lancashire) |

## Ćwierćfinały
Termin spotkań to 29-30 listopada 2011 roku.
| 29 listopada 2011 | Arsenal | 0:1 | Manchester City   |                                                                 |
|                   |         |     | Sergio Agüero 83' | Emirates Stadium Widzów: 60 028 Sędzia: Lee Probert (Wiltshire) |

| 29 listopada 2011 | Chelsea | 0:2 | Liverpool                             |                                                                  |
|                   |         |     | Maxi Rodríguez 58' · Martin Kelly 63' | Stamford Bridge Widzów: 40 511 Sędzia: Phil Dowd (Staffordshire) |

| 30 listopada 2011 | Manchester United        | 1:2 (pd.) | Crystal Palace                        |                                               |
|                   | Federico Macheda 69' (k) |           | Darren Ambrose 65' · Glenn Murray 98' | Old Trafford Widzów: 52 624 Sędzia: Chris Foy |

| 29 listopada 2011 | Cardiff City                           | 2:0 | Blackburn Rovers |                                                                              |
|                   | Kenny Miller 20' · Anthony Gerrard 50' |     |                  | Cardiff City Stadium Widzów: 19 436 Sędzia: Martin Atkinson (West Yorkshire) |

## Półfinały
Pierwsze mecze zaplanowano na 10/11 stycznia, rewanże na 24/25 stycznia 2012 roku.

### Pierwszy mecz
| 11 stycznia 2012 | Manchester City | 0:1 | Liverpool              |                                                              |
|                  |                 |     | Steven Gerrard 13' (k) | Etihad Stadium Widzów: 36 017 Sędzia: Lee Mason (Lancashire) |

| 10 stycznia 2012 | Crystal Palace      | 1:0 | Cardiff City |                                                         |
|                  | Anthony Gardner 43' |     |              | Selhurst Park Widzów: 22 147 Sędzia: Mike Dean (Wirral) |

### Drugi mecz
| 25 stycznia 2012 | Liverpool                                  | 2:2 | Manchester City                    |                                                          |
|                  | Steven Gerrard 40' (k) · Craig Bellamy 73' |     | Nigel de Jong 31' · Edin Džeko 67' | Anfield Widzów: 44 590 Sędzia: Phil Dowd (Staffordshire) |

| 24 stycznia 2012 | Cardiff City              | 1:0 k. 3:1 | Crystal Palace |                                                                           |
|                  | Anthony Gardner 7' (sam.) |            |                | Cardiff City Stadium Widzów: 25 652 Sędzia: Howard Webb (South Yorkshire) |

## Finał
Mecz finałowy rozegrany został na stadionie Wembley w niedzielę, 26 lutego 2012 roku.
| 26 lutego 2012                                                                | Cardiff City · Joe Mason 19' · Ben Turner 118' | 2:2 k. 2:3Raport                                                            | Liverpool · Martin Škrtel 60' · Dirk Kuijt 108' | Wembley, Londyn Widzów: 89 044 Sędzia: Mark Clattenburg (Tyne) |
|                                                                               |                                                |                                                                             |                                                 |                                                                |
|                                                                               |                                                | Rzuty karne                                                                 |                                                 |                                                                |
| Kenny Miller · Don Cowie · Rudy Gestede · Peter Whittingham · Anthony Gerrard |                                                | Steven Gerrard · Charlie Adam · Dirk Kuijt · Stewart Downing · Glen Johnson |                                                 |                                                                |

|  |  |

| CARDIFF CITY: |    |                       |      |      |
|               |    |                       |      |      |
| BR            | 22 | Tom Heaton            |      |      |
| OB            | 2  | Kevin McNaughton      |      | 117' |
| OB            | 5  | Mark Hudson (kapitan) |      | 99'  |
| OB            | 25 | Ben Turner            | 118' |      |
| OB            | 3  | Andrew Taylor         |      |      |
| PO            | 8  | Don Cowie             |      |      |
| PO            | 7  | Peter Whittingham     |      |      |
| PO            | 17 | Aron Gunnarsson       |      |      |
| NA            | 20 | Joe Mason             |      | 92'  |
| NA            | 9  | Kenny Miller          |      |      |
| NA            | 15 | Rudy Gestede          |      |      |
| Rezerwowi:    |    |                       |      |      |
| BR            | 1  | David Marshall        |      |      |
| OB            | 4  | Filip Kiss            | 98'  | 92'  |
| PO            | 6  | Anthony Gerrard       |      | 99'  |
| NA            | 10 | Robert Earnshaw       |      |      |
| PO            | 11 | Craig Conway          |      |      |
| OB            | 18 | Lee Naylor            |      |      |
| OB            | 23 | Darcy Blake           |      | 117' |
| Manager:      |    |                       |      |      |
| Malky Mackay  |    |                       |      |      |

| LIVERPOOL:     |    |                          |     |      |
|                |    |                          |     |      |
| BR             | 25 | José Reina               |     |      |
| OB             | 2  | Glen Johnson             |     |      |
| OB             | 37 | Martin Škrtel            |     |      |
| OB             | 5  | Daniel Agger             |     | 88'  |
| OB             | 3  | José Enrique             |     |      |
| PO             | 14 | Jordan Henderson         | 52' | 58'  |
| PO             | 8  | Steven Gerrard (kapitan) |     |      |
| PO             | 26 | Charlie Adam             |     |      |
| PO             | 19 | Stewart Downing          |     |      |
| NA             | 7  | Luis Suárez              |     |      |
| NA             | 9  | Andy Carroll             |     | 103' |
| Rezerwowi:     |    |                          |     |      |
| BR             | 32 | Alexander Doni           |     |      |
| PO             | 11 | Maxi Rodríguez           |     |      |
| PO             | 18 | Dirk Kuijt               |     | 103' |
| PO             | 20 | Jay Spearing             |     |      |
| OB             | 23 | Jamie Carragher          |     | 88'  |
| OB             | 34 | Martin Kelly             |     |      |
| NA             | 39 | Craig Bellamy            |     | 58'  |
| Manager:       |    |                          |     |      |
| Kenny Dalglish |    |                          |     |      |